# Kirby, Wyoming
Kirby är en småstad i centrala Wyoming i USA, belägen i Hot Springs County. Befolkningen var 92 invånare vid 2010 års folkräkning.
Kirby grundades på västra sidan av Bighorn River 1907 som en bosättning för kolgruvarbetare. Sedan 2009 finns Wyomings enda whiskydistilleri i staden, Wyoming Whiskey.